# Nguyễn Phúc Phương Thảo
Nguyễn Phúc Phương Thảo (sinh 4 tháng 6 năm 1946) là hoàng nữ, con gái của cựu hoàng Bảo Đại, Hoàng đế cuối cùng của Việt Nam và bà thứ phi Bùi Mộng Điệp.

## Tiểu sử
Mẹ bà sống với Cựu hoàng tại biệt thự số 51 Trần Hưng Đạo, Hà Nội và có mang bà, bà sinh năm 1946 khi vua cha bà đã thoái vị. Năm 1953, vì chiến tranh, mẹ bà đã mang theo bà và con riêng là Jean Bùi đi theo sang Pháp để mang cặp ấn kiếm và một số vật báu của triều Nguyễn qua Pháp giao cho Hoàng hậu Nam Phương. Vì hoàn cảnh, nên cả gia đình đã ở lại luôn bên Pháp. Lúc đầu, gia đình ở gần lâu đài Thorenc của Hoàng hậu Nam Phương ở Cannes. Sau chuyển lên Paris và định cư cho đến ngày nay.
Khi lớn lên Phương Thảo thành lập gia đình với ông Cassan Valery – một quý tộc Pháp, chủ hãng thuốc ho lâu đời của Pháp. Bà đã tích cực vận động tài chính của các tổ chức quốc tế giúp Huế trùng tu Văn Thánh và nhà Minh Lâu trong lăng Minh Mạng. Bà cũng đã vận động các tổ chức tài chính của Tây Ban Nha sẽ giúp trùng tu một số di tích liên quan đến Tây Ban Nha ở Phố cổ Hội An. Vì thế, bà đã được chính quyền tỉnh Thừa Thiên Huế khen thưởng.
Cuối năm 1996, bà cùng mẹ về thăm Huế, thăm lăng tẩm nhà Nguyễn và bái lạy trước bàn thờ tổ tiên. Sau đó vào năm 2008, bà cùng mẹ và một số người thân về Việt Nam, có chia sẻ rằng vì hoàn cảnh gia đình nên không ở gần nhau, mỗi người một nơi.
Sức khỏe của bà không tốt, bà bị bệnh tim nên không tiện đi đâu xa các bệnh viện của Pháp và chồng bà là Cassan Valery cũng đã qua đời, đó cũng là lý do khiến mẹ bà là Mộng Điệp không thể trở về Việt Nam sống.
Bà cho biết, bà đã hợp tác với UNESCO trong việc tu tạo lăng Minh Mạng tại Huế. Theo bà Mộng Điệp, bà và gia đình vẫn liên hệ với hoàng tộc. Những người này lập hội hoàng tộc, nhưng cũng không am hiểu nhiều về Bảo Đại và những câu chuyện của triều Nguyễn.